# Rue des Murs (Reims)
La rue des Murs est une rue de la commune de Reims, dans le département de la Marne, en région Grand Est.

## Situation et accès
La rue des Murs est comprise entre la rue du Barbâtre et la rue Ponsardin. La rue appartient administrativement au Centre-ville de Reims.
 

## Origine du nom
Cette rue trouve son nom dans le mur de l’enceinte primitive de la ville dont elle suit une partie du tracé.

## Historique
La rue date du XIVe siècle. Rebaptisée en 1765, rue des Murs. Elle suit le tracé des murs de l’enceinte primitive de la ville.

## Bâtiments remarquables et lieux de mémoire
- n°14 Immeuble remarquable, style fin du XIXe siècle, repris comme éléments de patrimoine d’intérêt local [1].

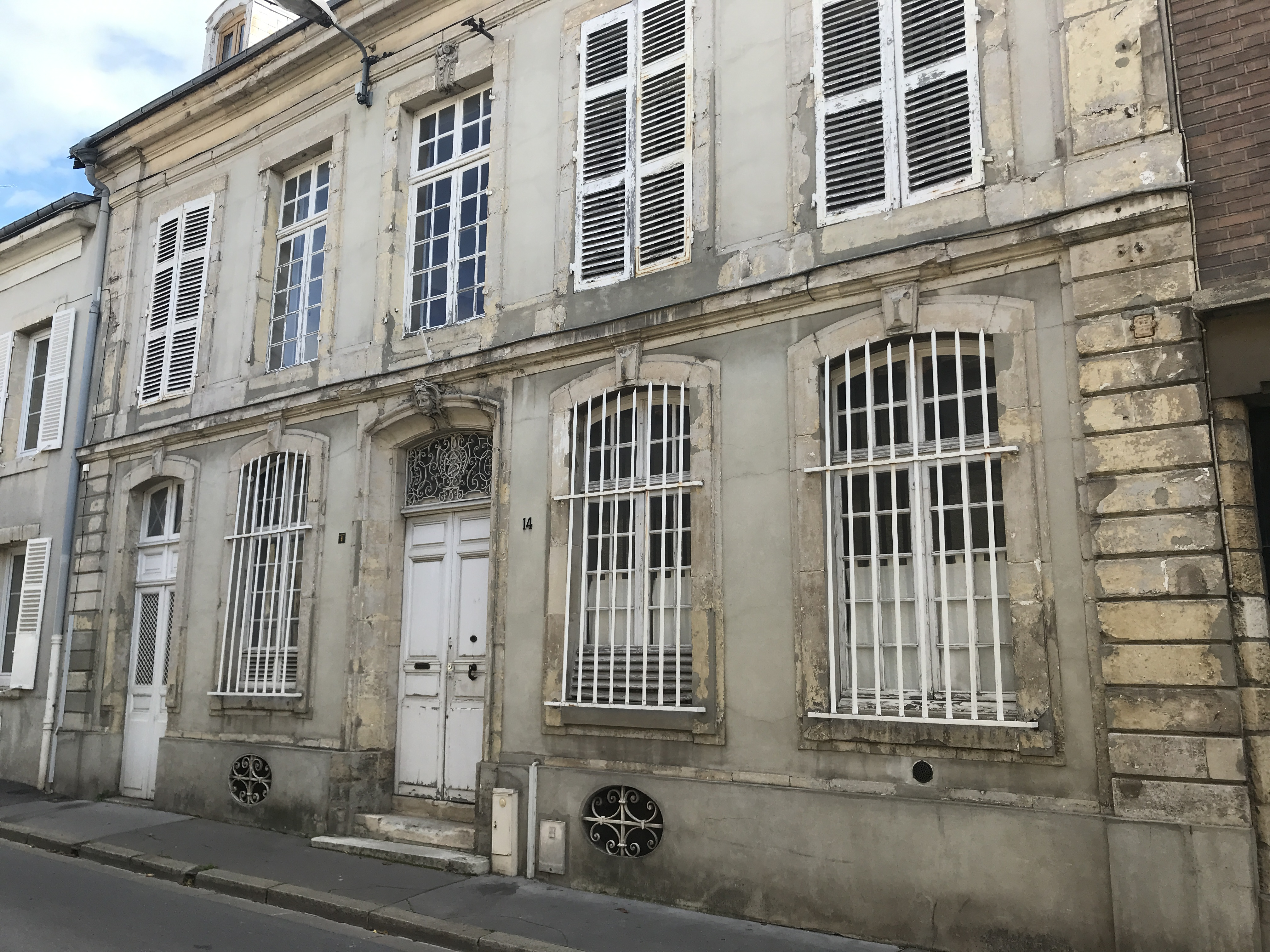
n°14 rue des murs